# Municipio de Rowland
El municipio de Rowland (en inglés: Rowland Township) es un municipio ubicado en el  condado de Robeson en el estado estadounidense de Carolina del Norte. En el año 2000 tenía una población de 2.421 habitantes.

## Geografía
El municipio de Rowland se encuentra ubicado en las coordenadas 34°32′12.87″N 79°16′53.48″O / 34.5369083, -79.2815222.